# Bridge Studios
Bridge Studios è uno studio cinematografico canadese situato in Burnaby (Columbia Britannica).
È il più grande edificio nel Nord America adibito a stages per gli effetti speciali, con i suoi otto studi piazzati su un terreno 61,000 m² e le cui dimensioni vanno dai 430 m² ai 3,700 m² che si affacciano su Boundary Road.
L'edificio è stato convertito in studio cinematografico nel 1987, dopo l'acquisizione da parte della Dominion Bridge Company e con lo stanziamento di fondi da parte del governo della Columbia Britannica.

## Filmografia
Ai Bridge Studios sono stati girati molti prodotti, tra i tanti si citano i film:
- It (1990)
- Vento di passioni (1994)
- Jumanji (1995)
- Deep Rising - Presenze dal profondo (1998)
- Mission to Mars (2000)
- I tredici spettri (2001)
- Valentine - Appuntamento con la morte (2001)
- 40 giorni & 40 notti (2002)
- Scary Movie 3 (2003)
- Black Christmas - Un Natale rosso sangue (2006)
- Wrong Turn 2 - Senza via d'uscita (2007)

Le serie televisive (tra parentesi le stagioni lì girate):
- Dead Like Me (2003)
- Highlander (1992)
- MacGyver (1987-1991)
- Poltergeist (1994-1998)
- Stargate SG-1 (1997-2007)